# Guitar Hero Mobile
Guitar Hero Mobile é uma série dos jogos musicais da série Guitar Hero, adaptando a jogabilidade baseada de um console normal, que usa uma guitarra em forma de controlador para coincidir com notas de músicas de rock populares para trabalhar com os botões da frente de telefones celulares avançados, incluindo BlackBerry e os que suportam a plataforma Windows Mobile. Os três primeiros jogos da série - Guitar Hero III Mobile, Guitar Hero III Backstage Pass, e Guitar Hero World Tour Mobile - foram desenvolvidos pela MachineWorks Northwest LLC e publicado pela Hands-On Mobile, enquanto uma versão portátil do Guitar Hero 5 foi desenvolvida pela Glu Mobile. A série tem provado ser popular, o jogo Guitar Hero III Mobile foi baixado mais de 2 milhões de vezes, e mais de 250.000 músicas são tocadas a cada dia em toda a série.

## Desenvolvimento
Originalmente, a série Guitar Hero Mobile foi publicada pela Hands-On Mobile e desenvolvida pela MachineWorks Northwest LLC. Para o primeiro jogo, Guitar Hero III Mobile , a Hands-On Mobile recebeu licenciamento da Activision para a portabilidade de 51 músicas, duas personagens, três lugares e quatro guitarras para a versão móvel. O jogo foi originalmente lançado para a Verizon Wireless, mas disponibilizado em outras operadoras de celular em fevereiro de 2008. O jogo foi programado pela Robinson Technologies (abreviado para RTSoft) em afiliação com a MachineWorks Northwest LLC. Os gráficos do jogo foram desenvolvidos em colaboração com a RTSoft e a MachineWorks Northwest LLC pela Anthem Game Group. O áudio foi tirado dos arquivos de áudio originais usados pela Activision para o Guitar Hero III: Legends of Rock. Os arquivos de áudio foram reduzidos em tamanho, mas permaneceram multicanal; por exemplo, canais diferentes foram utilizadas para a faixa de guitarra, instrumentos e vozes de fundo, público, etc. Cada música foi reduzida em tamanho para dois minutos, para permanecerem curtas, jogabilidade chamada de "bite-sized". Para reduzir o tamanho do arquivo usado pelo telefone, apenas duas músicas são armazenadas a qualquer momento. Para poder acessar as outras músicas elas devem ser baixadas através da rede do celular. Uma configuração com cinco botões, como em versões de consoles, foi considerada, mas os testes mostraram que o jogo seria mais divertido com apenas três botões. Então foram incluídos transições rápidas e pressionamento de botões simultâneos para acrescentar dificuldade ao jogo e compensar os botões faltantes.
Em junho de 2009, foi anunciado que a Glu Mobile iria desenvolver versões de vários títulos da Activision, incluindo o Guitar Hero 5, Modern Warfare 2 e Tony Hawk: Ride para lançamento no último trimestre de 2009. A versão móvel do Guitar Hero 5 foi desenvolvida para as plataformas Android, BlackBerry, BREW, Java ME e Windows Mobile. Em uma mudança nos jogos anteriores da série, os jogadores têm a opção de fazer o download das versões MP3 das músicas através de dados dos serviços da Internet, em vez de usar as versões MIDI que vêm com o jogo.

## Jogabilidade
Ver também: Elementos comum na jogabilidade da série Guitar Hero

Screenshot das três colunas das notas. Acima está Judy Nails tocando a Gibson EDS-1275.

Screenshot do jogo Guitar Hero 5 em que o jogador está tocando a bateria, e o Star Power está ativado.

A jogabilidade dos jogos da série Guitar Hero Mobile é semelhante a da versão para consoles, exceto que em vez de ter 5 notas, 3 notas são utilizadas, correspondendo a cada coluna de teclas numeradas no teclado de um celular. As teclas numeradas utilizadas são "1", "4" e "7" para as notas verdes, "2", "5", e "8" para as notas vermelhas, e "3", "6", e "9" para as notas amarelas. Uma vez que a(s) nota(s) for(em) longa(s), o jogador deve tocar a(s) nota(s) pressionando e mantendo pressionada a tecla do(s) número(s), a fim de marcar pontos (similar ao uso do controle nas versões de console, em vez de uma guitarra). O Star Power é ativado usando a tecla "*" (asterísco) do teclado ou o botão OK no centro do direcional.
Outras características incluem quadros de líderes online, arquivos salvos, e realizações alcançadas por conhecer certos critérios determinados no jogo. O jogo apresenta apenas um único jogador e o modo carreira, com quinze músicas classificadas em três níveis semelhantes aos de outros jogos do Guitar Hero, e o modo Quickplay, permitindo que o jogador jogue qualquer música desbloqueada a qualquer momento. Não há modos multijogador no jogo.

Guitar Hero III Backstage Pass acrescenta elementos role-playing para o jogo de ritmo central, os jogadores não jogam apenas shows como em Guitar Hero III Mobile, mas também tem de gerenciar a sua banda da quase pobreza para o estrelato através da criação de buzz marketing para a sua banda para os fãs virtuais, gerenciar a sua banda, e planejar suas apresentações em locais de encontro. Concluir com sucesso estas tarefas ajuda o jogador a ganhar mais dinheiro com os seus desempenhos e destravar novas guitarras e equipamentos que podem ser utilizados pela banda para melhorar ainda mais seu desempenho.

Em alinhamento com a expansão da série para consoles que incluiu bateria e vocais em Guitar Hero World Tour, Guitar Hero World Tour Mobile acrescenta a opção de jogar a bateria completa de todas as canções incluídas além da guitarra. Enquanto a bateria é tocada de forma semelhante à guitarra, o jogo também inclui o pedal do bumbo, marcado com uma linha horizontal em toda a pista das notas na tela, exigindo ao jogador apertar um botão no teclado do telefone, abaixo da linha que eles estão usando para as batidas graves normais. O jogo, quando jogado em celulares avançados que reconhecem as teclas pressionadas simultaneamente, apoiam a execução de acordes no violão ou batidas graves simultâneas. Guitar Hero World Tour Mobile também suporta um modo de dois jogadores competitivos de uma forma semelhante as "batalhas" introduzidas em Guitar Hero III: Legends of Rock, um jogador pode ser capaz de coletar poderes que podem ser acionados da mesma maneira que o Star Power, para afetar a capacidade de jogar do oponente por um breve período de tempo. Nenhuma jogabilidade adicional  foi feita para o Guitar Hero 5.

## Músicas

### Guitar Hero III Mobile
Guitar Hero III Mobile apresenta 15 músicas jogáveis do Guitar Hero II e do Guitar Hero III: Legends of Rock, com pacotes de expansão adicionais lançados a cada mês. A qualidade e o formato das músicas variam segundo o tipo do telefone celular. No entanto, apenas os dois primeiros minutos de cada música estão disponíveis para jogar.

#### Setlist principal
Tal como acontece com Guitar Hero III para consoles, a versão móvel apresenta músicas divididas em três níveis, cada um com quatro músicas que devem ser concluídas antes que a quinte música do encore possa ser realizada. Concluir com sucesso o encore permite ao jogador desbloquear a próxima camada de músicas e jogá-las no modo Quickplay.
| Ano  | Nome da música                        | Artista                  | Grupo                     |
| ---- | ------------------------------------- | ------------------------ | ------------------------- |
| 1970 | "Black Magic Woman"                   | Santana                  | 1. Opening Licks          |
| 1993 | "Cherub Rock"                         | The Smashing Pumpkins    | 2. Amp Warmers            |
| 1979 | "Hit Me with Your Best Shot"          | Pat Benatar              | 2. Amp Warmers            |
| 1973 | "Jessica"                             | The Allman Brothers Band | 3. String Snappers        |
| 2006 | "Miss Murder"                         | AFI                      | 1. Opening Licks          |
| 2006 | "Monsters"                            | Matchbook Romance        | 3. String Snappers        |
| 1970 | "Paranoid"                            | Black Sabbath            | 3. String Snappers        |
| 1984 | "Rock You Like a Hurricane"           | Scorpions                | 3. String Snappers Encore |
| 1972 | "School's Out"                        | Alice Cooper             | 1. Opening Licks Encore   |
| 1983 | "Shout at the Devil"                  | Mötley Crüe              | 3. String Snappers        |
| 1974 | "Strutter"                            | Kiss                     | 2. Amp Warmers            |
| 1991 | "Suck My Kiss"                        | Red Hot Chili Peppers    | 1. Opening Licks          |
| 1996 | "Trippin' on a Hole in a Paper Heart" | Stone Temple Pilots      | 2. Amp Warmers Encore     |
| 2005 | "Woman"                               | Wolfmother               | 1. Opening Licks          |
| 1978 | "You Really Got Me"                   | Van Halen                | 2. Amp Warmers            |

#### Download de pacotes mensais
A cada mês, desde janeiro de 2008, um pacote de três músicas foi lançado como conteúdo adicional para o jogo. Músicas baixadas deste modo podem ser jogadas no modo carreira e/ou no modo Quickplay.
| Ano  | Nome da música                       | Mês lançado              |                   |
| ---- | ------------------------------------ | ------------------------ | ----------------- |
| 1988 | "Mother"                             | Danzig                   | Janeiro de 2008   |
| 1977 | "Barracuda"                          | Heart                    | Janeiro de 2008   |
| 1971 | "The Seeker"                         | The Who                  | Janeiro de 2008   |
| 2006 | "Life Wasted"                        | Pearl Jam                | Fevereiro de 2008 |
| 1989 | "She Bangs the Drums"                | The Stone Roses          | Fevereiro de 2008 |
| 1983 | "Pride and Joy"                      | Stevie Ray Vaughan       | Fevereiro de 2008 |
| 1970 | "War Pigs"                           | Black Sabbath            | Março de 2008     |
| 1973 | "Search and Destroy"                 | Iggy Pop and the Stooges | Março de 2008     |
| 1974 | "Free Bird"                          | Lynyrd Skynyrd           | Março de 2008     |
| 1976 | "Crazy on You"                       | Heart                    | Abril de 2008     |
| 2004 | "Laid to Rest"                       | Lamb of God              | Abril de 2008     |
| 2007 | "Metal Heavy Lady"                   | Lions                    | Abril de 2008     |
| 1975 | "Slow Ride"                          | Foghat                   | Maio de 2008      |
| 1992 | "Black Sunshine"                     | White Zombie             | Maio de 2008      |
| 1970 | "Mississippi Queen"                  | Mountain                 | Maio de 2008      |
| 2005 | "Stricken"                           | Disturbed                | Junho de 2008     |
| 1987 | "Talk Dirty to Me"                   | Poison                   | Junho de 2008     |
| 1975 | "Rock and Roll All Nite"             | Kiss                     | Junho de 2008     |
| 1985 | "Madhouse"                           | Anthrax                  | Julho de 2008     |
| 1990 | "Psychobilly Freakout"               | The Reverend Horton Heat | Julho de 2008     |
| 1970 | "Rock and Roll, Hoochie Koo"         | Rick Derringer           | Julho de 2008     |
| 1990 | "Stop!"                              | Jane's Addiction         | Agosto de 2008    |
| 2007 | "The Arsonist"                       | Thrice                   | Agosto de 2008    |
| 1990 | "John The Fisherman"                 | Primus                   | Agosto de 2008    |
| 1962 | "Misirlou"                           | Dick Dale                | Setembro de 2008  |
| 1976 | "Carry on Wayward Son"               | Kansas                   | Setembro de 2008  |
| 1991 | "Girlfriend"                         | Matthew Sweet            | Setembro de 2008  |
| 1981 | "YYZ"                                | Rush                     | Outubro de 2008   |
| 2006 | "Freya"                              | The Sword                | Outubro de 2008   |
| 1984 | "Tonight I'm Gonna Rock You Tonight" | Spinal Tap               | Outubro de 2008   |
| 1973 | "La Grange"                          | ZZ Top                   | Novembro de 2008  |
| 1972 | "Cities on Flame with Rock and Roll" | Blue Öyster Cult         | Novembro de 2008  |
| 1977 | "Last Child"                         | Aerosmith                | Novembro de 2008  |
| 2006 | "Closer"                             | Lacuna Coil              | Dezembro de 2008  |
| 2005 | "F.C.P.R.E.M.I.X."                   | The Fall of Troy         | Dezembro de 2008  |
| 1990 | "Cliffs of Dover"                    | Eric Johnson             | Dezembro de 2008  |

### Guitar Hero World Tour Mobile
Guitar Hero World Tour Mobile inclui 15 músicas com o núcleo do jogo, uma ou mais músicas novas são lançadas a cada mês.

#### Setlist principal
| Ano  | Nome da música               | Artista                            | Grupo                                      |
| ---- | ---------------------------- | ---------------------------------- | ------------------------------------------ |
| 1993 | "Are You Gonna Go My Way"    | Lenny Kravitz                      | 1. Rho Omega Kappa Fraternity House        |
| 1978 | "Hollywood Nights"           | Bob Seger & the Silver Bullet Band | 3. Festival Arena                          |
| 2007 | "Lazy Eye"                   | Silversun Pickups                  | 1. Rho Omega Kappa Fraternity House Encore |
| 2008 | "Obstacle 1"                 | Interpol                           | 3. Festival Arena                          |
| 1978 | "One Way or Another"         | Blondie                            | 1. Rho Omega Kappa Fraternity House        |
| 2008 | "Overkill"                   | Motörhead                          | 3. Festival Arena Encore                   |
| 2008 | "Re-Education Through Labor" | Rise Against                       | 3. Festival Arena                          |
| 1996 | "Santeria"                   | Sublime                            | 2. Castlestein Concert                     |
| 1995 | "Some Might Say"             | Oasis                              | 2. Castlestein Concert Encore              |
| 1996 | "Spiderwebs"                 | No Doubt                           | 2. Castlestein Concert                     |
| 2003 | "Stillborn"                  | Black Label Society                | 1. Rho Omega Kappa Fraternity House        |
| 1975 | "Stranglehold"               | Ted Nugent                         | 3. Festival Arena                          |
| 1974 | "Sweet Home Alabama" (live)  | Lynyrd Skynyrd                     | 2. Castlestein Concert                     |
| 1993 | "Today"                      | Smashing Pumpkins                  | 2. Castlestein Concert                     |
| 1970 | "Up Around the Bend"         | Creedence Clearwater Revival       | 1. Rho Omega Kappa Fraternity House        |

#### Download de pacotes mensais
| Nome da música          | Artista            | Mês lançado       |
| ----------------------- | ------------------ | ----------------- |
| "The Joker"             | Steve Miller       | Dezembro de 2008  |
| "G.L.O.W."              | Smashing Pumpkins  | Dezembro de 2008  |
| "You're Gonna Say Yeah" | HushPuppies        | Janeiro de 2009   |
| "Our Truth"             | Lacuna Coil        | Fevereiro de 2009 |
| "Gimme All Your Lovin'" | ZZ Top             | Fevereiro de 2009 |
| "Demolition Man" (Live) | Sting              | Março de 2009     |
| "Band on the Run"       | Wings              | Abril de 2009     |
| "Nuvole E Lenzuola"     | Negramaro          | Maio de 2009      |
| "Toy Boy"               | Stuck in the Sound | Junho de 2009     |
| "Jimi"                  | Slightly Stoopid   | Junho de 2009     |

### Guitar Hero 5 Mobile
Guitar Hero 5 Mobile inclui 20 músicas, armazenadas como arquivos MIDI no jogo, embora os jogadores possam baixar versões com a qualidade MP3 através da sua rede de dados móvel antes de jogar. As músicas são um subconjunto da setlist do Guitar Hero 5.
| Ano  | Nome da música                  | Artista                   |
| ---- | ------------------------------- | ------------------------- |
| 2008 | "A-Punk"                        | Vampire Weekend           |
| 2008 | "Blue Day"                      | Darker My Love            |
| 2009 | "Bring the Noise 20XX"          | Public Enemy e Zakk Wylde |
| 1994 | "Comedown"                      | Bush                      |
| 2007 | "Demon(s)"                      | Darkest Hour              |
| 1995 | "Disconnected"                  | Face to Face              |
| 2000 | "Ex-Girlfriend"                 | No Doubt                  |
| 1975 | "Fame"                          | David Bowie               |
| 2000 | "Kryptonite"                    | 3 Doors Down              |
| 1992 | "Lithium" (ao vivo)             | Nirvana                   |
| 2003 | "One Big Holiday"               | My Morning Jacket         |
| 1995 | "Only Happy When It Rains"      | Garbage                   |
| 2001 | "The Rock Show"                 | Blink-182                 |
| 2008 | "Sneak Out"                     | Rose Hill Drive           |
| 1980 | "The Spirit of Radio" (ao vivo) | Rush                      |
| 2006 | "Streamline Woman"              | Gov't Mule                |
| 1996 | "What I Got"                    | Sublime                   |
| 2008 | "You and Me"                    | Attack! Attack!           |
| 1998 | "Younk Funk"                    | The Derek Trucks Band     |

## Recepção
Guitar Hero III Mobile foi bem recebido em seu lançamento. IGN considerou ser uma "adaptação bem sucedida" dos jogos Guitar Hero para o teclado do celular. Eles comentaram que, embora possa ser complicado baixar as músicas para o jogo, obrigando o usuário a ser persistente durante o download, a qualidade do som é excelente e a simplificação de cinco para três botões faz o jogo "acessível a qualquer pessoa, mesmo alguém que esteja passando com curiosidade". CNET elogiou a qualidade do som e das animações, bem como a facilidade de jogar. Cell Play referiu-se ao jogo como "o verdadeiro porte de rock portátil", e elogiou o nível de dificuldade realizado com a instalação de três botões. Eles consideraram a duração da música encurtado uma desvantagem insignificante em comparação com o pacote global. A revisão do 1UP criticou o layout compacto que levou a cãibras na mão, e o espaço limitado na versão portátil, permitido que somente duas músicas possam ser armazenado a qualquer momento. 1UP também lamentou as versões curtas das músicas, dada a excelente qualidade de áudio realizada para a plataforma portátil, a revisão resumiu sua experiência para "Uma interpretação literal da fórmula de Guitar Hero, aparentemente, não há espaço para alterar o jogo para enfatizar os pontos fortes da plataforma portátil." Guitar Hero III Mobile ganhou dois prêmios no Qualcomm 2008 BREW Developers Conference para "Melhor Jogo" e "People's Choice Award". O jogo já foi baixado pelos usuários 2,5 milhões de vezes, com ambas Verizon e Hands-On Mobile afirmando que mais de 250,000 músicas são tocadas por dia na plataforma.
Guitar Hero III: Backstage Pass também foi elogiado pela adição de elementos role-playing e pequenos minigames para trazer a série em linha com outros jogos de celular. Foi dito que os minigames foram feitos para ajudar a construir a antecipação do elemento desempenho do jogo, fazendo com que estes se sintam como elementos necessários para a progressão da carreia da banda do jogador. O jogo ganhou o prêmio Webby Award em 2009 como Melhor Jogo Portátil.